# Национальный банк Республики Казахстан
Национа́льный банк Респу́блики Казахста́н (каз. Қазақстан Республикасының Ұлттық Банкі) — центральный банк Республики Казахстан.

## История
Национальный банк Казахстана был создан на базе Казахского республиканского банка Госбанка СССР (с 1990 года — Государственный банк Казахской ССР, с 1991 года — Национальный государственный банк Казахской ССР).
- 25 октября 1990 года Верховным Советом Казахской ССР принята Декларация о государственном суверенитете республики.
- 7 декабря 1990 Верховным Советом Республики Казахстан принят Закон «О банках и банковской деятельности в Казахской ССР».
- 20 июня 1991 было принято постановление Верховного Совета Казахской ССР «Об Уставе Национального Государственного банка Казахской ССР». В соответствии с Постановлением Национальный Государственный банк перешёл в собственность республики и стал центральным банком.
- 13 апреля 1993 в соответствии с Законом «О Национальном Банке Республики Казахстан», Национальный банк Казахской ССР переименован в Национальный Банк Республики Казахстан.
- 30 марта 1995 — вышел новый Закон Республики Казахстан от 30 марта 1995 года № 2155 «О Национальном Банке Республики Казахстан».
- 2 марта 2001 — вышел закон № 162-II, вносящий дополнения в Закон Республики Казахстан от 30 марта 1995 года № 2155.

## Структура управления
Национальный банк подотчётен Президенту Республики Казахстан, но в пределах предоставленных ему законодательством полномочий независим в своей деятельности.
Национальный банк координирует свою деятельность с Правительством Республики Казахстан, учитывает в своей деятельности экономическую политику Правительства и содействует её реализации, если это не противоречит выполнению его основных функций и осуществлению денежно-кредитной политики.
Высшим органом управления Национального банка является Правление, а органом оперативного управления — Совет директоров. Правление состоит из 9 человек. В состав Правления входят Председатель Национального банка и четыре должностных лица Национального банка (заместители Председателя), один представитель от Президента Республики Казахстан, два представителя от Правительства Республики Казахстан и председатель Комитета по контролю и надзору финансового рынка и финансовых организаций Национального банка.
В структуру Национального банка Казахстана входят:
- центральный аппарат, состоящий из 11 департаментов (один департамент в г. Астана), 10 самостоятельных управлений и 1 самостоятельного отдела
- 16 территориальных филиалов и один филиал в городе Алма-Ата: Центр кассовых операций и хранения ценностей
- Представительство Национального банка в Российской Федерации
- организации Национального Банка Республики Казахстан:
  - Республиканское государственное предприятие на праве хозяйственного ведения «Казахстанский центр межбанковских расчетов Национального банка Республики Казахстан»
  - Республиканское государственное предприятие на праве хозяйственного ведения «Казахстанский монетный двор Национального банка Республики Казахстан»
  - Республиканское государственное предприятие на праве хозяйственного ведения «Банкнотная фабрика Национального банка Республики Казахстан»

## Функции
Правовой статус и функции банка определены законами «О Национальном банке Республики Казахстан» и «О банках в Республике Казахстан». В соответствии с законом «О Национальном банке Республики Казахстан» установлена его подотчётность Президенту Республики Казахстан; там же указано что Национальный банк является:
- центральным банком республики и представляет собой верхний уровень банковской системы (ст. 1 закона);
- государственным органом, обеспечивающим разработку и проведение денежно-кредитной политики государства, функционирование платёжных систем, осуществляющим валютное регулирование и контроль, государственное регулирование, контроль и надзор финансового рынка и финансовых организаций, государственное регулирование функционирования регионального финансового центра города Алматы, содействующим обеспечению стабильности финансовой системы и проводящим государственную статистику (ст. 2 закона).

Подотчётность Президенту Республики Казахстан в соответствии со ст. 3 закона «О Национальном банке» означает:
- назначение Президентом с согласия Сената Парламента Республики Казахстан Председателя Национального банка; освобождение его от должности;
- назначение на должность и освобождение от должности Президентом заместителей Председателя Национального банка по представлению Председателя Национального банка;
- утверждение Президентом структуры и общей штатной численности, системы оплаты труда Национального банка;
- утверждение Президентом Положения о Национальном банке;
- утверждение Президентом годового отчёта Национального банка;
- утверждение Президентом концепции дизайна банкнот и монет национальной валюты — казахстанского тенге;
- представление Национальным банком по вопросам своей компетенции информации, запрашиваемой Президентом.

Основной целью Национального банка является обеспечение стабильности цен в Республике Казахстан. Для реализации основной цели на Национальный банк возлагаются следующие задачи:
- разработка и проведение денежно-кредитной политики государства;
- обеспечение функционирования платежных систем;
- осуществление валютного регулирования и валютного контроля;
- содействие обеспечению стабильности финансовой системы;
- осуществление статистической деятельности в области денежно-кредитной статистики, статистики финансового рынка и статистики внешнего сектора;
- иные задачи в соответствии с законами Республики Казахстан и актами Президента Республики Казахстан.

Национальный банк в соответствии с возложенными на него задачами выполняет следующие основные функции:
- проведение государственной денежно-кредитной политики в Республике Казахстан;
- осуществление эмиссии банкнот и монет на территории Республики Казахстан;
- осуществление функции банка банков;
- осуществление функции банка, финансового советника, агента Правительства Республики Казахстан и иных услуг для Правительства и других государственных органов по соглашению с ними;
- организация функционирования платежных систем;
- осуществление валютного регулирования и валютного контроля в Республике Казахстан;
- управление золотовалютными активами Национального банка;
- осуществление контроля и надзора за деятельностью финансовых организаций, а также регулирование их деятельности по вопросам, отнесенным к компетенции Национального банка и др.
- осуществление доверительного управления Национальным фондом Республики Казахстан.

### Акции
Национальный банк Республики Казахстан является держателем акций следующих компаний:
- Казахстанский фонд гарантирования депозитов;
- Акционерное общество «Единый накопительный пенсионный фонд»[4].

## Председатели

### Казахстан
1. январь 1992 — декабрь 1993 — Галым Байназаров[5]
2. 1994 — январь 1996 — Даулет Сембаев[6]
3. январь 1996 — февраль 1998 — Ураз Джандосов[7]
4. февраль 1998 — октябрь 1999 — Кадыржан Дамитов
5. октябрь 1999 — январь 2004 — Григорий Марченко
6. 26 января 2004 — март 2009 — Анвар Сайденов[8]
7. 22 января 2009 — 1 октября 2013 — Григорий Марченко[9]
8. 1 октября 2013 — 2 ноября 2015 — Кайрат Келимбетов[10]
9. 2 ноября 2015 — 26 февраля 2019 — Данияр Акишев[11]
10. 26 февраля 2019 — 31 января 2022 — Ерболат Досаев[12]
11. 3 февраля 2022 — 4 сентября 2023 — Галимжан Пирматов[13]
12. 4 сентября 2023 — н.в. — Тимур Сулейменов[14]